# Kožanka
Kožanka (ukrajinsky Кожанка) je městys (ukrajinsky selyšče) v Kyjevské oblasti na Ukrajině. K roku 2020 měla bezmála dva tisíce obyvatel.

## Poloha
Kožanka leží na řece Kamjance, levém přítoku Rosu v povodí Dněpru. Od Fastivu, správního střediska Fastivského rajónu, je vzdálena přibližně osmnáct kilometrů jihozápadně. 

## Dějiny
Kožanka byla založena ve 14. století. Status městysu má od roku 1972.